# Journal de Bruges
 (octobre 2017).
Si vous disposez d'ouvrages ou d'articles de référence ou si vous connaissez des sites web de qualité traitant du thème abordé ici, merci de compléter l'article en donnant les références utiles à sa vérifiabilité et en les liant à la section « Notes et références ».
Le Journal de Bruges est un journal francophone libéral fondé dans cette ville en 1837 par Philippe Christian Popp et son épouse Caroline Boussart.